# 리처드 호프스태터
리처드 호프스태터(Richard Hofstadter, 1916-1970)는 미국이 낳은 역사가이며, 지성인이다. 1964년 비소설분야에서 퓰리처상을 수여하였다. 호프스태터는 컬럼비아 대학교에서 드위트 클링턴 미국 역사학 교수로 재직하였다. 그는 초기에 공산주의 사상에 빠졌으나 후기에는 '합의 역사'로 사회주의, 자본주의로 양분하는 역사관을 비판하였다.
| “ | 미국은 이데올로기가 필요없다. 미국 자체가 이미 하나의 이데올로기다. | ” |

## 저서
- 미국의 반지성주의 (Anti-Intellectualism in American Life (1962))[2]